# Muskum
Le muskum (ou muzgum) est une langue tchadique biu-mandara disparue, qui était parlée au Tchad.
En 1979, un seul locuteur était identifié. Du fait des intermariages, beaucoup ont adopté le vulum, un dialecte du mousgoum.